# Giovanni Gerardini
Giovanni Gerardini (fl. XX secolo) è stato un calciatore italiano, di ruolo attaccante.

## Carriera
Ha giocato 5 partite con il Foot Ball Club Brescia nella primavera del 1925, esordendo il 22 marzo 1925 nella gara Brescia-Cremonese (5-0) e realizzando la quarta segnatura. È andato a rete anche nelle partite disputate in aprile contro il Casale e il Modena.
Nella stagione 1927-1928 ha militato nuovamente nel Brescia, che nel 1928 l'ha messo in lista di trasferimento.